# 洛祖瓦特卡 (丘托韋區)
49°40′43″N 35°17′15″E / 49.67861°N 35.28750°E
洛祖瓦特卡（烏克蘭語：Лозуватка），是烏克蘭中部的村莊，隸屬波爾塔瓦州的波爾塔瓦區。該村處於丘季夫卡河左岸，距離塔韋里夫卡4公里，2001年人口292。